# غرايم واتسون
غرايم واتسون (بالإنجليزية: Graeme Watson)‏ (6 مايو 1986 بغلاسكو في المملكة المتحدة - ) هو لاعب كرة قدم بريطاني في مركز الدفاع. لعب مع أردريونيانز ونادي ألبيون روفرز.

## وصلات خارجية
- غرايم واتسون على موقع Soccerbase.com (لاعب) (الإنجليزية)